# Paulo Jamelli
Jamelli, właśc. Paulo Roberto Jamelli Júnior (ur. 22 lipca 1974 w São Paulo) – brazylijski piłkarz, występujący podczas kariery na pozycji napastnika.

## Kariera klubowa
Karierę piłkarską Jamelli zaczął w klubie São Paulo FC w 1994 roku. W lidze brazylijskiej zadebiutował 18 września 1993 w zremisowanym 2-2 meczu z EC Bahia. Z São Paulo FC zdobył Copa Libertadores 1993, Puchar Interkontynentalny 1993 oraz Copa CONMEBOL 1994. W latach 1995–1996 był zawodnikiem Santos FC. W 1996 roku wyjechał do Japonii do Kashiwy Reysol. W latach 1998–2003 występował w hiszpańskim Realu Saragossa. Z Realem zdobył Puchar Króla w 2001 roku. W Realu Jamelli rozegrał 107 spotkań i strzelił 24 bramek.
W 2003 roku powrócił do Brazylii do Corinthians Paulista. W Corinthians 30 listopada 2003 w przegranym 1-2 meczu z EC Bahia Jamelli rozegrał ostatni mecz w lidze brazylijskiej. W lidze brazylijskiej rozegrał 67 meczach i strzelił 16 bramek. W 2004 roku powrócił do Japonii do Shimizu S-Pulse. W latach 2005–2006 występował w drugoligowej Almeríi. W 2006 roku występował w Clube Atlético Mineiro. Ostatnim klubem w jego karierze było Grêmio Barueri, w którym zakończył karierę w 2007 roku.

## Kariera reprezentacyjna
W reprezentacji Brazylii Jamelli zadebiutował 12 stycznia 1996 w wygranym 4-1 meczu z reprezentacją Kanady podczas Złotego Pucharu CONCACAF 1996, na którym Brazylia zajęła drugie miejsca. Jamelli na turnieju wystąpił w czterech meczach z Kanadą, Hondurasem (dwie bramki), USA i Meksykiem. Ostatni raz w kadrze wystąpił 24 kwietnia 1996 w meczu z reprezentacją RPA.